# 1780

## أحداث
- تأسيس مدينة أكوتال [الإنجليزية] وتقع حاليا في نيكاراغوا.
- تأسيس مدينة بياتيغورسك وتقع حاليا في روسيا.
- 8 يناير : زلزال يضرب إيران ويخلف 50000 جريحا.
- 30 مايو - السفير المغربي ابن عثمان المكناسي يوقع في آرانخويث معاهدة بين المغرب وإسبانيا.

## مواليد
- جان أوغست دومينيك آنغر
- جورج إيفانز
- عثمان بن بشر
- كارل فون كلاوزفيتس
- نحميا رايس نايت
- عبد الله أبا بطين
- المفتي عبد الغني آل جميل، فقيه وعالِم وخطاط وشاعر وسياسي عراقي.

## وفيات
- كوندياك
- محمد بن يوسف الإسبيري